# HOXD9
HOXD9 (англ. Homeobox D9) – білок, який кодується однойменним геном, розташованим у людей на короткому плечі 2-ї хромосоми.  Довжина поліпептидного ланцюга білка становить 352 амінокислот, а молекулярна маса — 36 495.
| 10         |  | 20         |  | 30         |  | 40         |  | 50         |
| ---------- |  | ---------- |  | ---------- |  | ---------- |  | ---------- |
| MLGGSAGRLK |  | MSSSGTLSNY |  | YVDSLIGHEG |  | DEVFAARFGP |  | PGPGAQGRPA |
| GVADGPAATA |  | AEFASCSFAP |  | RSAVFSASWS |  | AVPSQPPAAA |  | AMSGLYHPYV |
| PPPPLAASAS |  | EPGRYVRSWM |  | EPLPGFPGGA |  | GGGGGGGGGG |  | PGRGPSPGPS |
| GPANGRHYGI |  | KPETRAAPAP |  | ATAASTTSSS |  | STSLSSSSKR |  | TECSVARESQ |
| GSSGPEFSCN |  | SFLQEKAAAA |  | TGGTGPGAGI |  | GAATGTGGSS |  | EPSACSDHPI |
| PGCSLKEEEK |  | QHSQPQQQQL |  | DPNNPAANWI |  | HARSTRKKRC |  | PYTKYQTLEL |
| EKEFLFNMYL |  | TRDRRYEVAR |  | ILNLTERQVK |  | IWFQNRRMKM |  | KKMSKEKCPK |
| GD         |  |            |  |            |  |            |  |            |

A: Аланін

C: Цистеїн

D: Аспарагінова кислота

E: Глутамінова кислота

F: Фенілаланін

G: Гліцин

H: Гістидин

I: Ізолейцин

K: Лізин

L: Лейцин

M: Метіонін

N: Аспарагін

P: Пролін

Q: Глутамін

R: Аргінін

S: Серин

T: Треонін

V: Валін

W: Триптофан

Кодований геном білок за функціями належить до білків розвитку, фосфопротеїнів. 
Задіяний у таких біологічних процесах як транскрипція, регуляція транскрипції, поліморфізм. 
Білок має сайт для зв'язування з ДНК. 
Локалізований у ядрі.